# Koriolan Cipiko
Koriolan Cipiko (tudi Koriolan Ćipiko in latinsko Coriolanus Ceppico
ali Coriolanus Cepio), beneški plemič, hrvaški humanist, zgodovinar in vojak, * 1425, Trogir, † 1493, Trogir.
V rojstnem kraju je pridobil osnovno izobrazbo. Petnajstletega so poslali na šolanje v Benetke ter kasneje v Padovo, kje je študiral humanistične vede, pomorstvo in vojaško strategijo. Po vrnitvi v Trogir je služboval v mestni upravi. Ko so Turki leta 1470 osvojili otok Evbojo in ogrozili interese beneške republike v Levantu je beneški senat organiziral vojaško ekspedicijo v Mali Aziji in na Balkan. V tej ekspediciji je sodeloval tudi Koriolan Cipiko kot poveljnik trogirske galeje. Vojna je trajala štiri leta (1470-1474). Vojaško ekspedicijo in svoja doživetja v njej je opisal v knjigi Petri Mocenici imperatoris gestorium libri III (Benetke, 1477). V knjigi opisuje vojskovanje na Levantu, pri Jonskih otokih, na Peloponezu in Balkanu ter v Mali Aziji. Posebno dobro opiše osvajanje Izmira, poskuse požiga galipoliskega arzenala in obleganje Skadra. Kot humanist pa je opazil vse kar je v zvezi z antiko. Zato v knjigi omenja ostanke antičnih gradenj. Posebno pozornost je posvetil opisu mest in rek ob jadranski obali (Budve, Ulcinja, Bara, Kotorja,  Bojane, Belega Drina, Črnega Drina). Ta knjiga je eno od najstarejših tiskanih del hrvaških avtorjev. Cipiko je leta 1476 na obali Kaštelanskega zaliva postavil kaštel (utrjen grad) okoli katerega se je razvilo današnje naselje Kaštel Stari, v Trogirju pa znano Cipikovo palačo. 